# Sedum dulcinomen
Sedum dulcinomen är en fetbladsväxtart som beskrevs av Guy L. Nesom. Sedum dulcinomen ingår i Fetknoppssläktet som ingår i familjen fetbladsväxter. Inga underarter finns listade i Catalogue of Life.